# Villa de la Montagne Étreinte de Beauté
La villa de la Montagne Étreinte de Beauté (chinois simplifié : 环秀山庄 ; pinyin : huánxiù shānzhuāng, wu : gue2 seu5 se1 tsaon1 [ɡue̞ søʏ se̞ tsɑ̃]) est un jardin chinois situé dans l'Institut de recherche sur la broderie de Suzhou, dans la province du Jiangsu. En 1997, il a été reconnu comme patrimoine mondial de l'UNESCO en même temps que d'autres jardins classiques de Suzhou.

## Histoire
L'histoire de la villa de la Montagne Étreinte de Beauté remonterait à la dynastie Jin (265 - 420), quand le ministre de l'éducation Wang Xun (王旬, Wáng Xún) et son frère Wang Min (王珉, Wáng Mín) ont fait don de leur résidence pour construire le temple Jingde (景德寺, Jǐngdé sì). Puis, durant la période des Cinq Dynasties, ce temple devint le jardin Jingu (金谷园, Jīngǔ yuán), propriété de Qian Yuanliao (钱元璙, Qián Yuánliáo), fils de Qian Liu, l'empereur du royaume de Wuyue. Durant la dynastie Song, c'était le jardin médicinal de l'érudit Zhu Changwen (朱长文, Zhū Chángwén). Pendant les siècles qui suivirent, il fut reconstruit à diverses reprises. Sous le règne de Jiajing de la dynastie Ming, l'Académie Xuedao de Littérature Classique (学道书院, xuédào shūyuàn) prit sa place, et par la suite, le bureau du contrôleur des approvisionnements. En 1573, c'était la résidence du grand conseiller Shen Shixing (申时行, Shēn Shíxíng). À la fin de la dynastie Ming et au début de la dynastie Qing, son descendant, Shen Jikui (申继揆, Shēn Jìkuí), y bâtit le jardin Qu (蘧园, Qú yuán)
Durant le règne de Qianlong de la dynastie Qing, ce fut la résidence de Jiang Ji (蒋楫, Jiǎng Jí), directeur du département de la juridiction. Jiang Ji construisit la tour Qiuzi (求自楼, Qiúzì lóu), et amassa des pierres pour former une rocaille derrière. Il creusa le sol sur 1 mètre et une source émergea, formant un étang, appelé Neige volante (飞雪, Fēixuě). D'autres maisons et pavillons ont aussi été érigés. Le jardin a ensuite été la propriété de Bi Yuan (毕沅, Bì Yuán), secrétaire impérial d'État, et de Sun Shiyi, conseiller en chef. En 1807, le petit fils de Sun Shiyi, Sun Jun, a demandé en maître des rocailles Ge Yuliang (戈裕良, Gē Yùliáng) de réaménager ce jardin. Celui-ci installa une rocaille sur une surface d'un demi mu (0,08 acre), le rendu était impressionnant, comme si elle s'étendait sur de nombreuses li. Le jardin a gagné sa réputation pour sa rocaille dès lors. Wang Zhou, directeur des œuvres, acheta le jardin et le renomma villa de la Montagne Étreinte de Beauté. En 1949, le jardin devint la propriété du gouvernement et en 1988 il fut déclaré site historique majeur.

## Plan du jardin
Le jardin de 2180 m² est composé le long d'un axe linéaire avec trois principaux éléments : une grotte appelée Colline d'Automne, le Bassin de la Neige Volante alimenté par une cascade appelée Source de la Neige Volante, et une salle principale. Le travail sur les rochers dévoile toutes les techniques et effets utilisés dans les jardins chinois. De plus, il s'agit d'une reconstitution des cinq principales montagnes de Chine, ce jardin montre une maîtrise de la création d'un sentiment d'espace vaste dans une surface petite.

Éléments du jardin
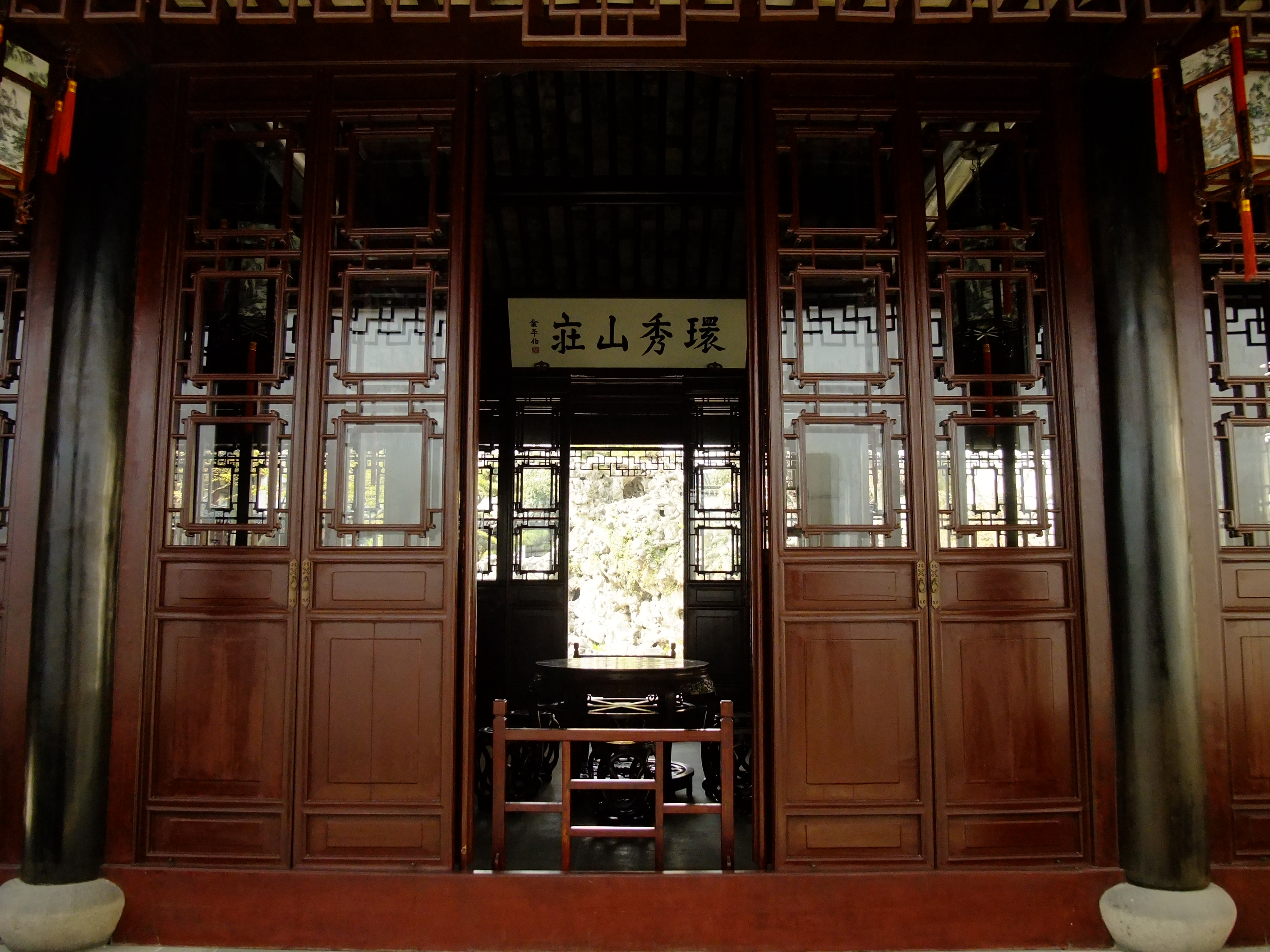
山庄, shānzhuāng, « Villa de la Montagne », hall à trois travées avec un portique sur chacun des quatre côtés.
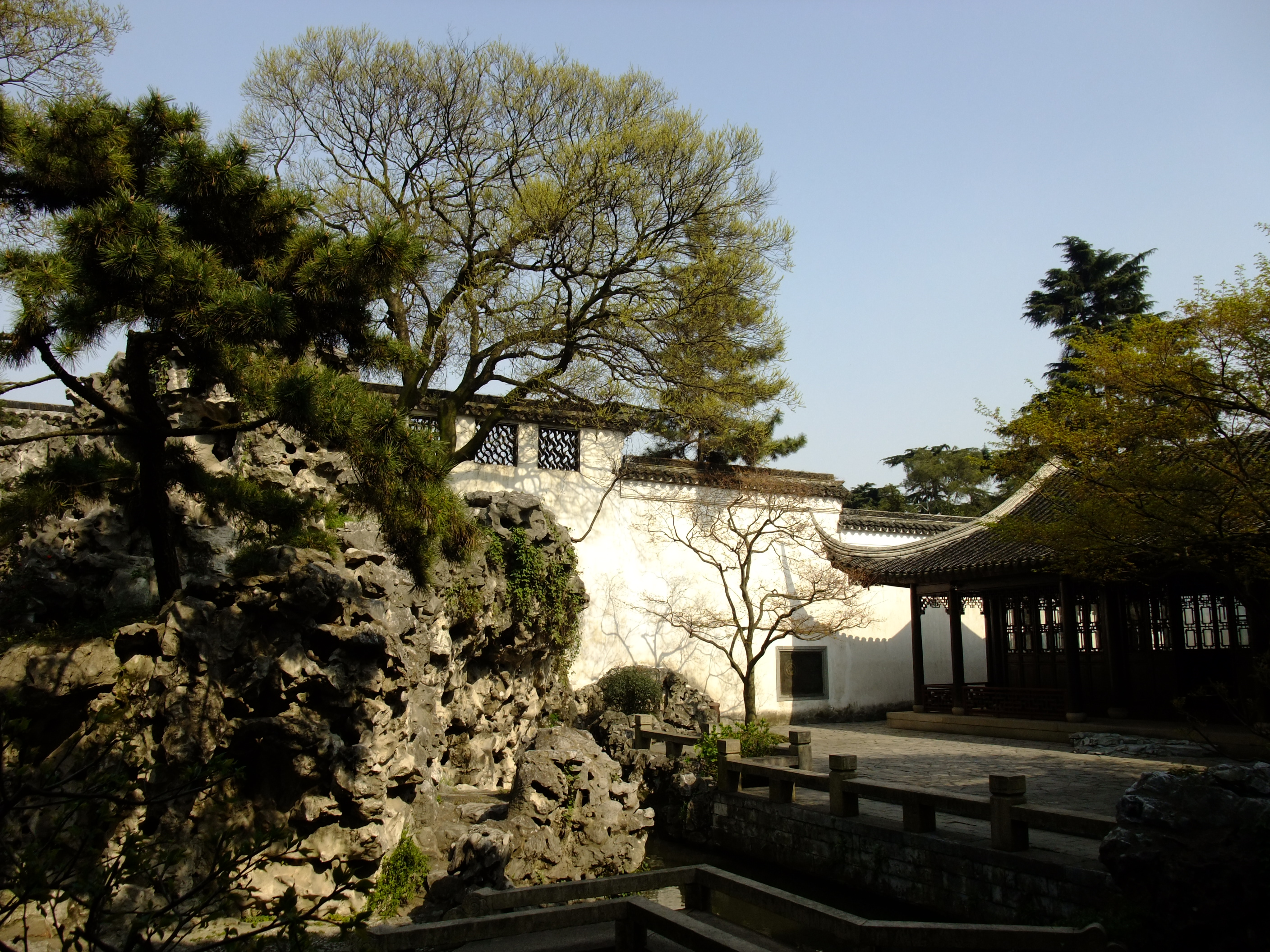
秋山, qiūshān, « Pic d’Automne ».
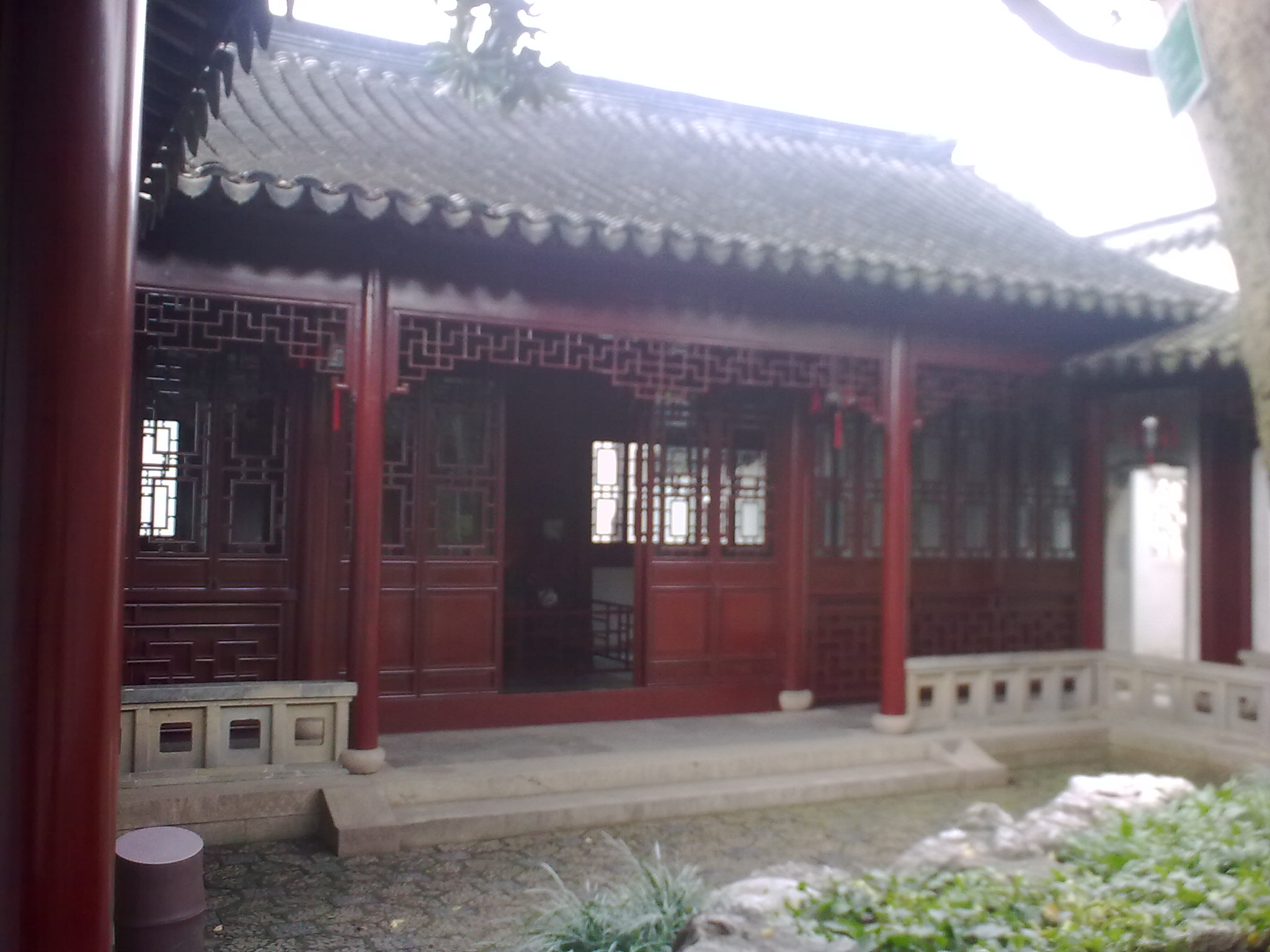
En Compagnie d'un Hall de Ravine, hall à trois travées avec un portique en façade et une cour intérieure mitoyenne avec des coursives couvertes sur trois côtés.
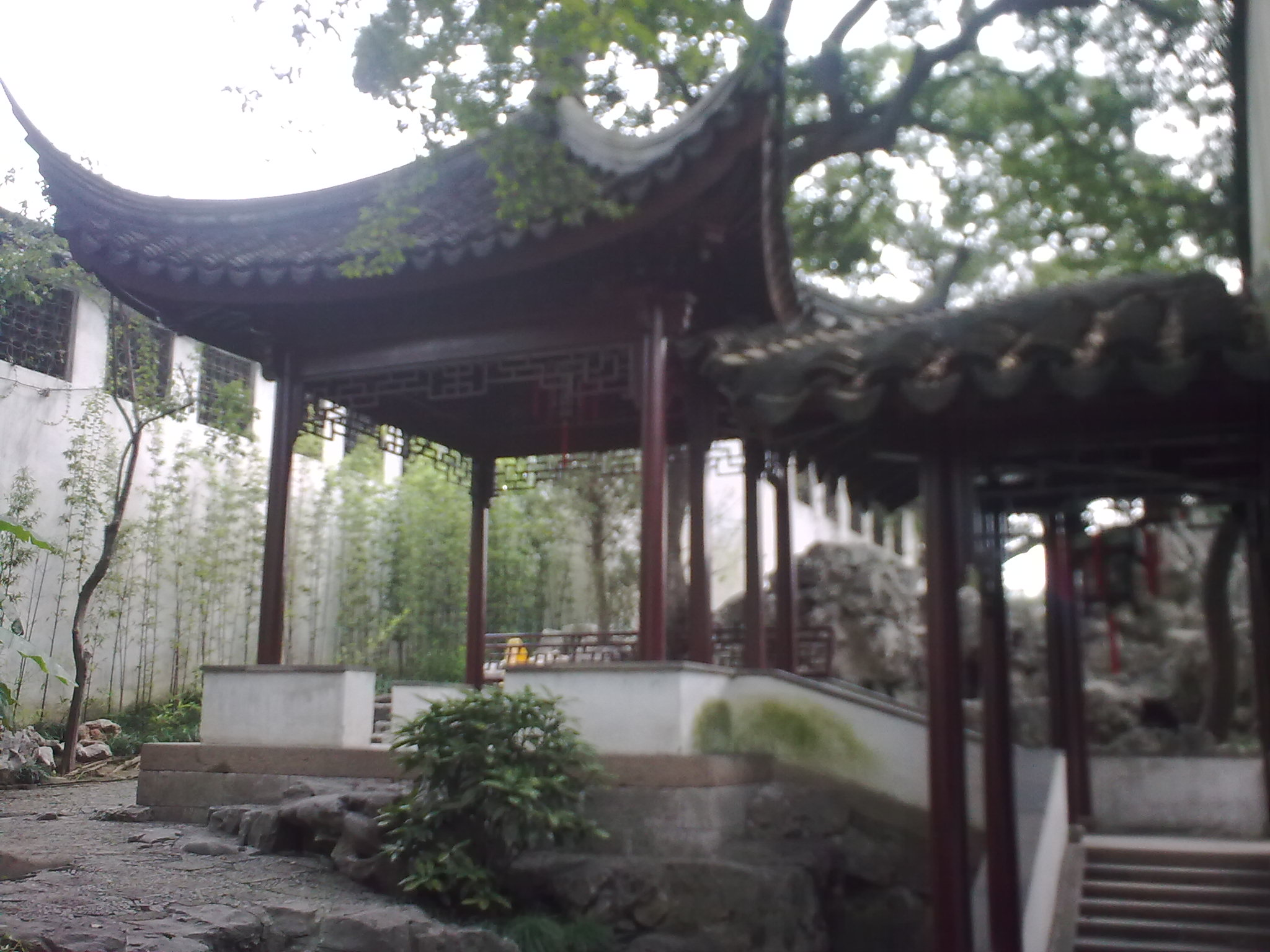
半潭秋水一房山亭, bàntán qiūshuǐ yīfáng shāntíng, un pavillon carré surmontant la grotte.
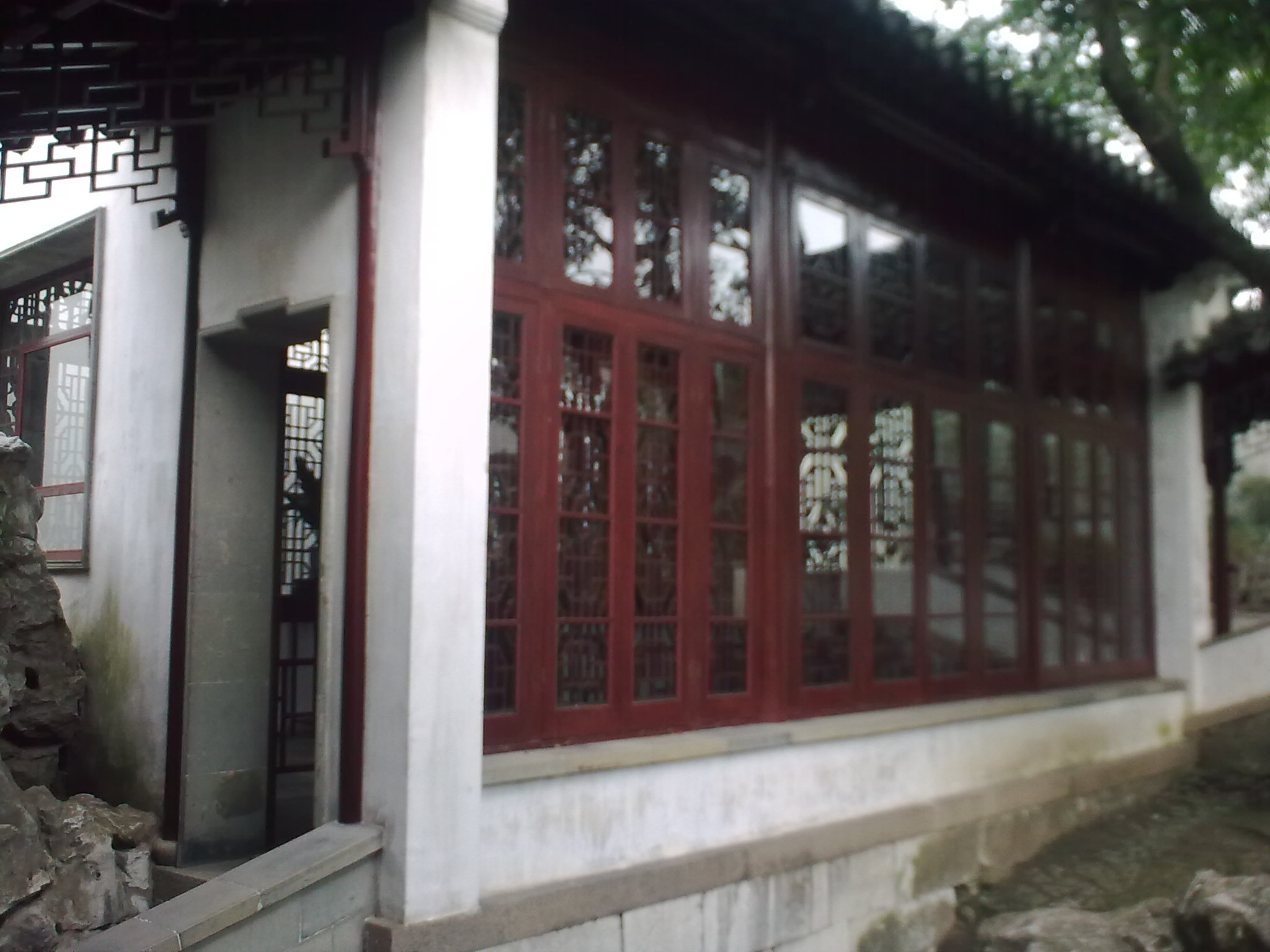
补秋舫, bǔqiūfǎng, « Galère qui Répare l'Automne », hall à trois travées surmontant la grotte avec des gables complets et une conception rustique.
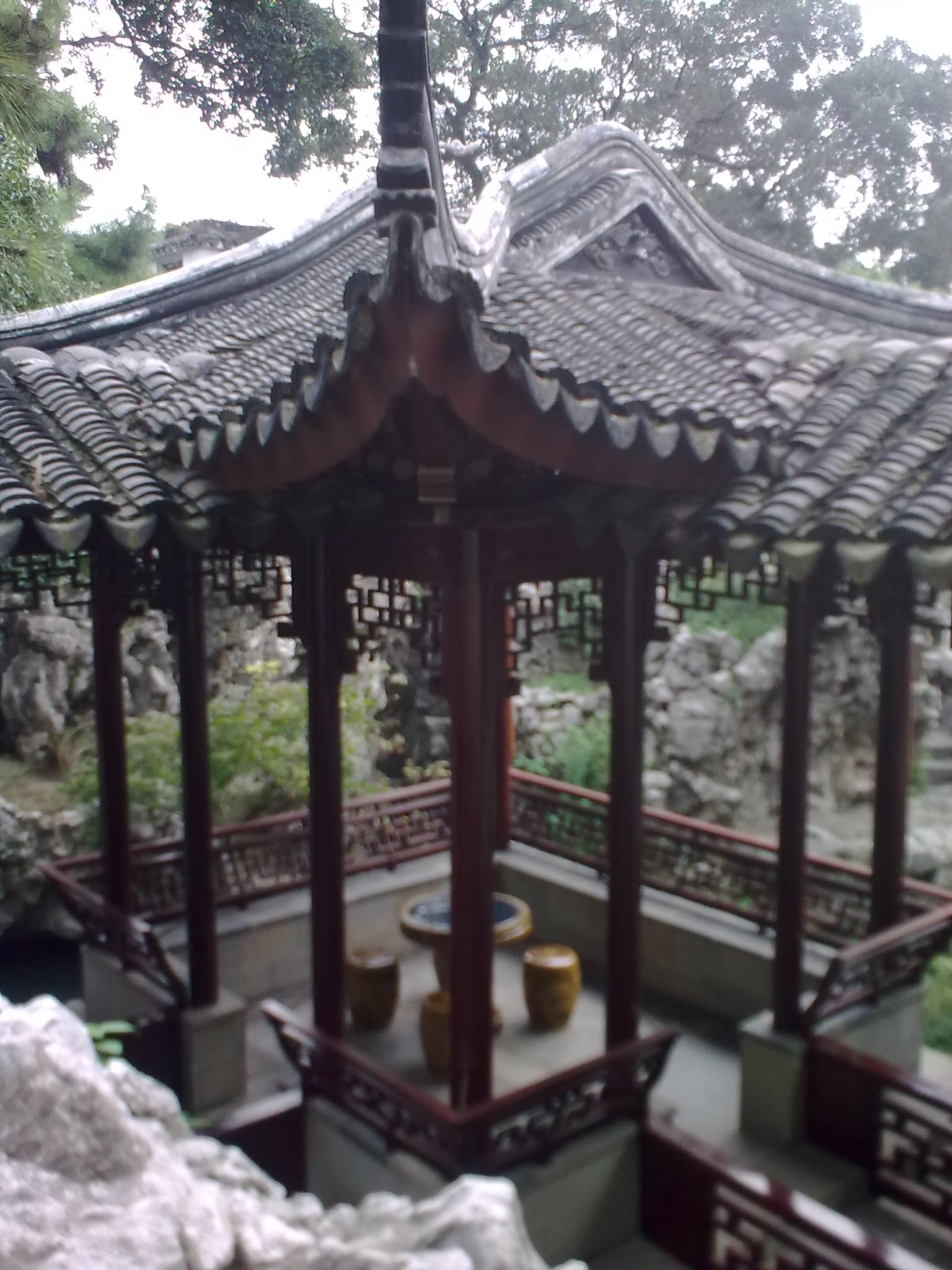
Pavillon Questionnant le Printemps, pavillon carré sur des piliers au dessus du Bassin de la Neige Volante.
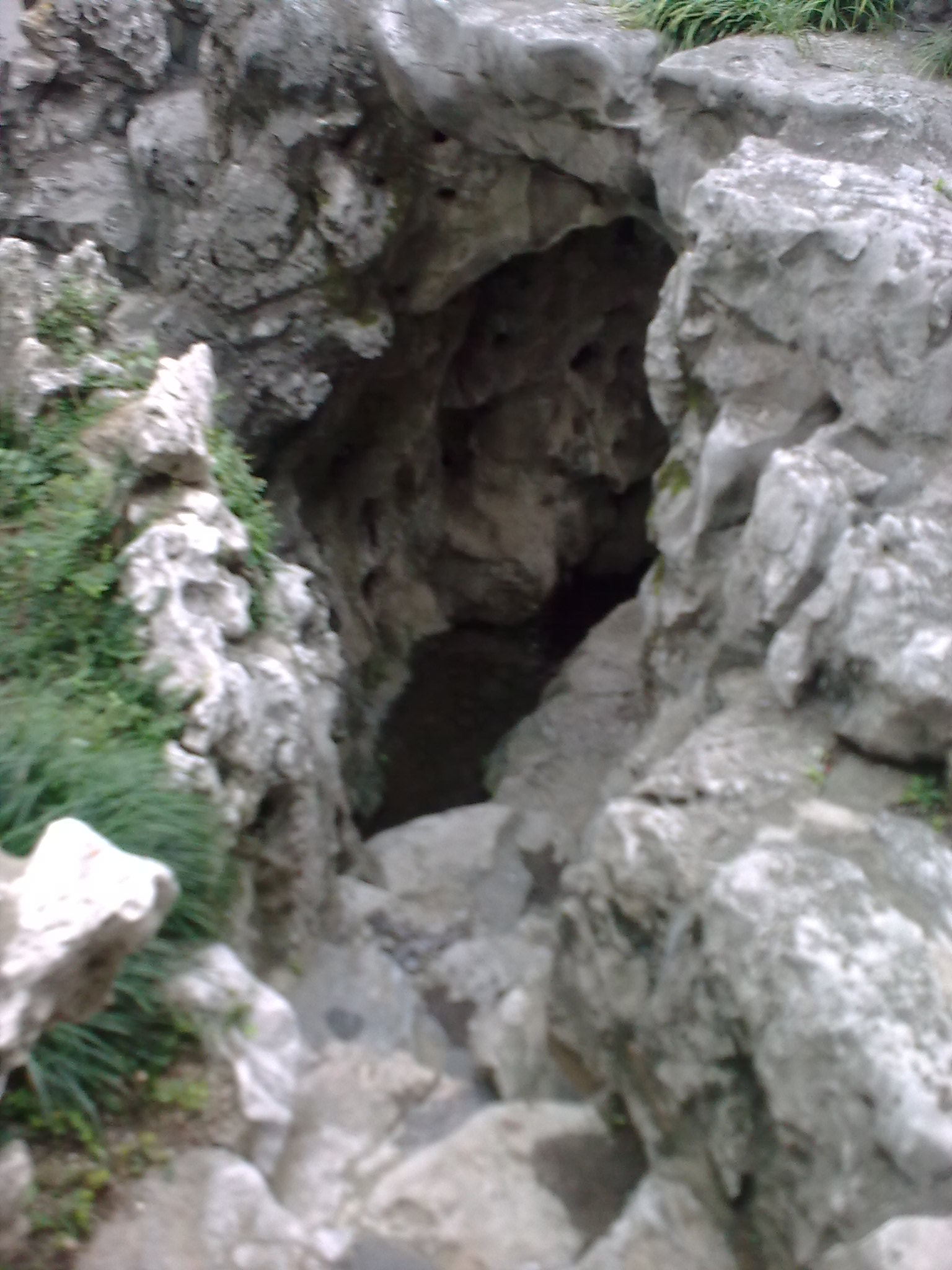
飞雪泉, fēixuěquán, « Source de la Neige Volante ».
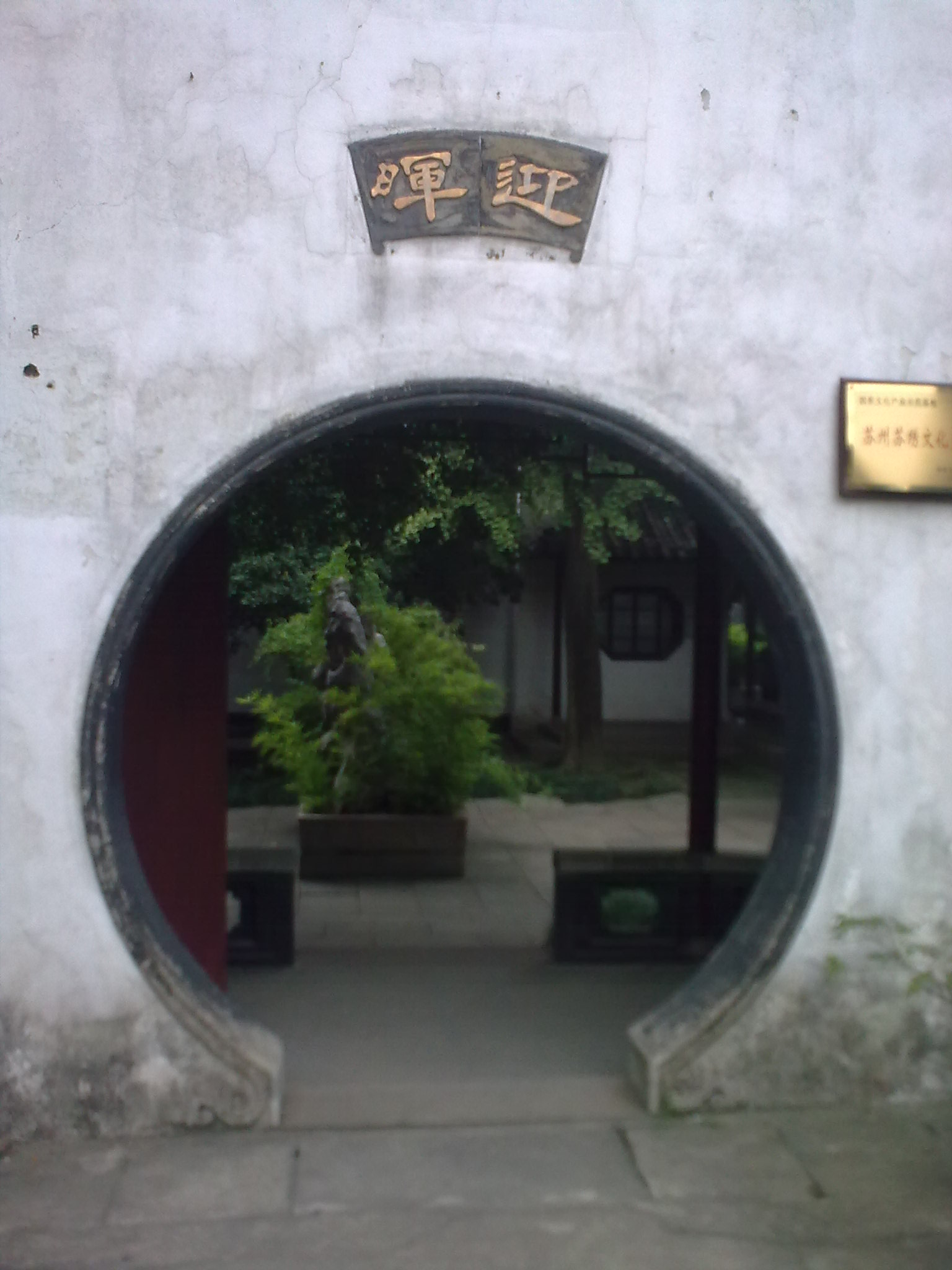
月门, yuèmén, « Porte de la Lune ».